# Leucoptera psophocarpella
Leucoptera psophocarpella is een vlinder uit de familie van de sneeuwmotten (Lyonetiidae). De wetenschappelijke naam van de soort is voor het eerst geldig gepubliceerd in 1982 door Bradley & Carter.